# Облога Задара (1202)
Облога Задара хрестоносцями (хорв. Križarska opsada Zadra, угор. Zára ostroma) — перша значна військова дія Четвертого хрестового походу та перший напад католицьких хрестоносців на католицьке місто.

## Історія
1202 року Папа Інокентій III закликав до нового хрестового походу проти Єгипту. Перед походом ватажки хрестоносців звернулися до Венеції, яка мала найкращий військовий і транспортний флот, із проханням перевезти їхнє військо в Єгипет. 1201 року дож Венеції Енріко Дандоло підписав із послами хрестоносців угоду, за якою Венеція приєднувалася до участі в Четвертому хрестовому поході та зобов'язувалася у річний строк перевезти по морю 4500 лицарів, 9000 зброєносців і 20000 піхотинців за умови сплати 85 тис. марок сріблом: по 2 марки з пасажира і по 4 — за коня. Виплата суми розподілялася на три терміни, останній із яких минав у червні наступного року. Третина хрестоносців прибула у Венецію із Боніфацієм, доставивши зібрану частину потрібних коштів. Проте належну суму зібрати не вдалося, навіть після того, як лицарі продали свої коштовності, і похід опинився під загрозою зриву. Заблокованим на венеційському острові Лідо до повної сплати суми хрестоносцям дож поставив умову, щоб ті допомогли йому захопити Задар (Зару) — постійне поле битви між Венецією з одного боку та Хорватією і Угорщиною з другого з огляду на торговельну вагу міста. Попри те, що деякі хрестоносці відмовилися брати участь в облозі, а угорський король Імріх, під владою якого тоді був Задар, обіцяв приєднатися до хрестового походу, 10 листопада 1202 року флот венеційців привіз до Задара хрестоносців, розпочався штурм міста і, незважаючи на листи папи Інокентія III, в яких він забороняв таку дію та погрожував відлученням, венеційці і хрестоносці 24 листопада захопили Задар, після чого розграбували його. За це Папа відлучив хрестоносців від Церкви, однак незабаром зняв відлучення за умови продовження походу.
Провівши зиму в Задарі, учасники продовжили свій похід, який привів до облоги Константинополя — торговельного суперника Венеції.